# كيزو أداتشي
كيزو أداتشي (باليابانية: 足立 恵蔵) (25 يناير 1972 في أوساكا في اليابان – )؛ هو لاعب كرة قدم سابق كان يلعب كمدافع.

## وصلات خارجية
- كيزو أداتشي على موقع عالم كرة القدم.نت (الإنجليزية)